# Centro dei Democratici Sociali
Il Centro dei Democratici Sociali (in francese Centre des démocrates sociaux, CDS) è stato un partito politico francese, creato nel 1976. Posizionato nel centrodestra, d'ispirazione democratico-cristiana, si è trasformato, nel 1995, nel movimento denominato Forza Democratica, unendosi col Partito Socialdemocratico di Francia. 
Dal 1978, e fino alla sua scomparsa, fu una delle componenti dell'Unione per la Democrazia Francese (UDF), della quale costituì la corrente democristiana. Fu anche uno dei movimenti co-fondatori del Partito Popolare Europeo.

## Storia

### La fondazione e la partecipazione all'UDF
Il movimento fu fondato col congresso, tenuto a Rennes, dal 21 al 23 maggio 1976, che portò alla fusione tra il Centro Democratico di Jean Lecanuet e il Centro Democrazia e Progresso di Jacques Duhamel.
Il 1º febbraio 1989 il CDS fu tra i membri fondatori dell'Unione per la Democrazia Francese (UDF), assieme, principalmente, al Partito Repubblicano di Valéry Giscard d'Estaing e il Partito Radicale di Jean-Jacques Servan-Schreiber. Jean Lecanuet, leader del CDS, fu il primo presidente della confederazione dell'UDF.  

### Il rapporto con i neogollisti
All'interno dell'UDF, il CDS fu la componente meno entusiasta dell'alleanza con il movimento neogollista Raggruppamento per la Repubblica, tanto che, dopo il 1988, il leader Pierre Méhaignerie negoziò col socialista Michel Rocard la formazione di una coalizione di governo col PS, che però fallì.
Nel 1993 il Primo Ministro neogollista Edouard Balladur attribuì al CDS numerose posizioni chiave nel suo governo. Vista l'impossibilità per l'UDF di nominare un candidato unitario per le Presidenziali del 1995, molti esponenti del CDS sostennero Balladur. Sotto la presidenza di Jacques Chirac, il ruolo del CDS nel governo fu ridotto.

## Ideologia
Come detto la sua ideologia d'ispirazione fu il Cristianesimo democratico. Il CDS si rifece al cattolicesimo sociale di Albert de Mun e all'esperienza del Movimento Repubblicano Popolare (MRP, partito esistente tra il 1944 e il 1966), parte influente della Quarta Repubblica francese. 
Il movimento era fautore di un decentramento dei poteri dello Stato, con la creazione di diversi livelli di potere locale; l'altra idea di base era l'assistenza verso i ceti più deboli della società
Dopo la seconda guerra mondiale il Cristianesimo democratico si pronunciò a favore della costruzione comunitaria europea, con la creazione di organismi sovranazionali che potessero affrontare problemi di portata mondiale, come l'inquinamento o il terrorismo.
I più importanti rappresentanti di tale corrente politica, in Francia, furono François Bayrou, Dominique Baudis, Pierre Méhaignerie, Philippe Douste-Blazy e Bernard Stasi. 
I Giovani Democratici Sociali (Jeunes Démocrates Sociaux-JDS) furono il movimento giovanile del partito.

## Presidenti
- 1976–1982: Jean Lecanuet
- 1982–1994: Pierre Méhaignerie
- 1994–1995: François Bayrou